# Aleiodes longicornis
Aleiodes longicornis är en stekelart som först beskrevs av Granger 1949.  Aleiodes longicornis ingår i släktet Aleiodes och familjen bracksteklar. Inga underarter finns listade i Catalogue of Life.